# Chuck Rolando
Chuck Rolando, właściwie Charles Rolando (ur. 5 maja 1952 na Long Island) – amerykański piosenkarz i muzyk italo disco.

## Życiorys

### Wczesne lata
Urodził się na Long Island w Nowym Jorku, a dorastał w Point Lookout. Jego dziadkowie ze strony matki pochodzili z obszaru Monferrato w regionie Piemont we Włoszech. Jego matka urodziła się w Nowym Jorku, ale podczas długotrwałej wizyty we Włoszech, kiedy jej ojciec zachorował, kiedy wybuchła II wojna światowa podjęła pracę w ambasadzie USA w Mediolanie. Uciekła do swojego rodowego miasta Fubine. Jego ojciec pochodził z Genui i był perkusistą jazzowym. Przed wyjazdem do Stanów Zjednoczonych, występował w klubach takich jak Gatto Verde w Mediolanie czy Covo di Santa Margherita. W 1947 roku jego rodzice po ślubie przenieśli się z powrotem do Nowego Jorku.
Jako nastolatek Chuck Rolando wraz z przyjaciółmi przyjeżdżał do Nowego Jorku na koncerty w Fillmore East czy Madison Square Garden, by zobaczyć na żywo występy takich legendarnych artystów jak Jimi Hendrix, Janis Joplin, Cream, The Rolling Stones, Led Zeppelin, The Doors, Simon & Garfunkel, Jethro Tull i Crosby, Stills and Nash. W wieku 18 lat zaczął uczyć się grać na gitarze i pisać własne piosenki. 

### Kariera
Swoją karierę muzyczną rozpoczął w Kalifornii, a następnie w Kanadzie i wreszcie w Europie. W latach 1979–92 jako frontman i wokalista razem z Gesualdo "Kim" Areną, Elwandą Contreras i Mary Shay Collen tworzył grupę italo disco Passengers, z którą nagrał takie piosenki jak "He's Speedy Like Gonzales", "Hot Leather", "Midnight" czy "Casino". Zespół brał udział w Festiwalu Piosenki Włoskiej w San Remo w 1981 i 1983 roku. 
Użyczył swojego wokalu dla wielu artystów w czasie złotego wieku italo disco. W 1983 roku zaśpiewał piosenki wylansowane przez Dena Harrow jak "To Meet Me" i "A Taste of Love", z których zasłynął poprzez udział w programach telewizyjnych takich jak Rai 1 Discoring. 
W 1980 roku zamieszkał we Włoszech. Był szefem wydawnictwa CBS Publishing, które na początku lat 90. zostało przekształcone w Sony Music Publishing. W 2011 roku został nagrodzony brązowym medalem przez ISC (International Songwriting Competition), jednego z najbardziej prestiżowych konkursów dla kompozytorów piosenek w kategorii muzyka dziecięca, dzięki piosence "My Family" wybranej z ponad 15 tys. utworów.

## Wybrana dyskografia
- 1983: Den Harrow - "A Taste Of Love" (wyd. Hole Records OLE 20110)
- 1983: Den Harrow - "To Meet Me" (dwie wersje; wyd. Hole Records)
- 1983: Peter Richard - Frozen Red (LP, album; wyd. Full Time Records FTM 31715)
- 1993: Peter Richard - For You, For Only You (CD, kompakt; wyd. Unidisc SPLK-7161)
- 2011: Mario Biondi - Due (2xCD, album; wyd. Halidon 8034097060250) - utwór "What's Happening Brother"
- 2015: Various - Dolce Vita Mix (CD; wyd. Max Music CD402) - "A Taste Of Love"
- 2015: Various - ZYX Italo Disco The 7“ Collection Volume 2 (wyd. ZYX Music ZYX 82830-2) - utwór "To Meet Me"